# Штольценберг, Леон
Леон Штольценберг (англ. Leon Stolzenberg, 18 октября 1895 — 25 октября 1974) — американский шахматист австрийско-еврейского происхождения.
Во время Первой мировой войны служил врачом в военном госпитале в Тарнополе. После войны переехал в США. Жил в Детройте.
Дважды (в 1926 и 1928 гг.) побеждал в чемпионате Западной шахматной ассоциации (открытом чемпионате США). 13 раз (в 1933, 1934, 1935, 1936, 1937, 1942, 1944, 1945, 1947, 1950, 1951, 1953 и 1962 гг.) побеждал в чемпионате штата Мичиган (является рекордсменом соревнования).
Добился значительных успехов в игре по переписке. Трижды побеждал в турнире «Golden Knights» (открытый чемпионат США по переписке — US OPCC). Дважды выигрывал чемпионат Американской лиги заочных шахмат (CCLA).

## Спортивные результаты
| Год  | Город     | Соревнование                                       | + | − | = | Результат | Место |
| ---- | --------- | -------------------------------------------------- | - | - | - | --------- | ----- |
| 1921 | Кливленд  | Открытый чемпионат США                             |   |   |   |           | [ 1 ] |
| 1924 | Детройт   | Открытый чемпионат США                             |   |   |   |           | [ 2 ] |
| 1926 | Чикаго    | Открытый чемпионат США                             |   |   |   |           | 1     |
| 1928 | Саут-Бенд | Открытый чемпионат США                             |   |   |   |           | 1     |
|      |           | Радиоматч Вашингтон — Детройт (против Н. Уитакера) | 0 | 1 | 0 | 0 из 1    |       |
| 1933 | Детройт   | Открытый чемпионат США                             |   |   |   |           | [ 3 ] |
| 1950 | Детройт   | Открытый чемпионат США                             |   |   |   |           | [ 4 ] |
| 1953 | Милуоки   | Открытый чемпионат США                             |   |   |   |           | [ 5 ] |